# Grand Prix Włoch 2023
Grand Prix Włoch 2023, oficjalnie Formula 1 Pirelli Gran Premio d’Italia 2023 – formalnie piętnasta runda Mistrzostw Świata Formuły 1 w sezonie 2023. Weekend Grand Prix odbył się w dniach 1–3 września 2023 na torze Autodromo Nazionale di Monza w Monzy. Wyścig wygrał Max Verstappen (Red Bull Racing), a na podium kolejno stanęli Sergio Pérez (Red Bull Racing) oraz Carlos Sainz Jr. (Ferrari).

## Lista startowa
Na niebieskim tle kierowcy biorący udział jedynie w piątkowych treningach.
| Nr          | Kierowca         | Zespół                                | Samochód                          | Silnik              | Opony |
| ----------- | ---------------- | ------------------------------------- | --------------------------------- | ------------------- | ----- |
| 1           | Max Verstappen   | Oracle Red Bull Racing                | Red Bull RB19                     | Honda RBPTH001      | P     |
| 2           | Logan Sargeant   | Williams Racing                       | Williams FW45                     | Mercedes-AMG F1 M14 | P     |
| 4           | Lando Norris     | McLaren F1 Team                       | McLaren MCL60                     | Mercedes-AMG F1 M14 | P     |
| 10          | Pierre Gasly     | BWT Alpine F1 Team                    | Alpine A523                       | Renault E-Tech RE23 | P     |
| 11          | Sergio Pérez     | Oracle Red Bull Racing                | Red Bull RB19                     | Honda RBPTH001      | P     |
| 14          | Fernando Alonso  | Aston Martin Aramco Cognizant F1 Team | Aston Martin AMR23                | Mercedes-AMG F1 M14 | P     |
| 16          | Charles Leclerc  | Scuderia Ferrari                      | Ferrari SF-23                     | Ferrari 066/10      | P     |
| 18          | Lance Stroll     | Aston Martin Aramco Cognizant F1 Team | Aston Martin AMR23                | Mercedes-AMG F1 M14 | P     |
| 20          | Kevin Magnussen  | MoneyGram Haas F1 Team                | Haas VF-23                        | Ferrari 066/10      | P     |
| 22          | Yūki Tsunoda     | Scuderia AlphaTauri                   | AlphaTauri AT04                   | Honda RBPTH001      | P     |
| 23          | Alexander Albon  | Williams Racing                       | Williams FW45                     | Mercedes-AMG F1 M14 | P     |
| 24          | Zhou Guanyu      | Alfa Romeo F1 Team Stake              | Alfa Romeo C43                    | Ferrari 066/10      | P     |
| 27          | Nico Hülkenberg  | MoneyGram Haas F1 Team                | Haas VF-23                        | Ferrari 066/10      | P     |
| 31          | Esteban Ocon     | BWT Alpine F1 Team                    | Alpine A523                       | Renault E-Tech RE23 | P     |
| 34          | Felipe Drugovich | Aston Martin Aramco Cognizant F1 Team | Aston Martin AMR23                | Mercedes-AMG F1 M14 | P     |
| 40          | Liam Lawson      | Scuderia AlphaTauri                   | AlphaTauri AT04                   | Honda RBPTH001      | P     |
| 44          | Lewis Hamilton   | Mercedes-AMG PETRONAS F1 Team         | Mercedes-AMG F1 W14 E Performance | Mercedes-AMG F1 M14 | P     |
| 55          | Carlos Sainz Jr. | Scuderia Ferrari                      | Ferrari SF-23                     | Ferrari 066/10      | P     |
| 63          | George Russell   | Mercedes-AMG PETRONAS F1 Team         | Mercedes-AMG F1 W14 E Performance | Mercedes-AMG F1 M14 | P     |
| 77          | Valtteri Bottas  | Alfa Romeo F1 Team Stake              | Alfa Romeo C43                    | Ferrari 066/10      | P     |
| 81          | Oscar Piastri    | McLaren F1 Team                       | McLaren MCL60                     | Mercedes-AMG F1 M14 | P     |
| Źródło: FIA |                  |                                       |                                   |                     |       |

## Wyniki

### Zwycięzcy sesji treningowych
| Sesja       | Nr | Kierowca         | Konstruktor                | Czas     | Okr. |
| ----------- | -- | ---------------- | -------------------------- | -------- | ---- |
| 1           | 1  | Max Verstappen   | Red Bull Racing-Honda RBPT | 1:22,657 | 31   |
| 2           | 55 | Carlos Sainz Jr. | Ferrari                    | 1:21,355 | 23   |
| 3           | 55 | Carlos Sainz Jr. | Ferrari                    | 1:20,912 | 23   |
| Źródło: FIA |    |                  |                            |          |      |

### Kwalifikacje
| P                    | Nr | Kierowca         | Konstruktor                  | Czasy w kwalifikacjach | Czasy w kwalifikacjach | Czasy w kwalifikacjach | Poz. s. |
| P                    | Nr | Kierowca         | Konstruktor                  | Q1                     | Q2                     | Q3                     | Poz. s. |
| -------------------- | -- | ---------------- | ---------------------------- | ---------------------- | ---------------------- | ---------------------- | ------- |
| 1                    | 55 | Carlos Sainz Jr. | Ferrari                      | 1:21,965               | 1:20,991               | 1:20,294               | 1       |
| 2                    | 1  | Max Verstappen   | Red Bull Racing-Honda RBPT   | 1:21,573               | 1:20,937               | 1:20,307               | 2       |
| 3                    | 16 | Charles Leclerc  | Ferrari                      | 1:21,788               | 1:20,977               | 1:20,361               | 3       |
| 4                    | 63 | George Russell   | Mercedes                     | 1:22,148               | 1:21,382               | 1:20,671               | 4       |
| 5                    | 11 | Sergio Pérez     | Red Bull Racing-Honda RBPT   | 1:21,911               | 1:21,240               | 1:20,688               | 5       |
| 6                    | 23 | Alexander Albon  | Williams-Mercedes            | 1:21,661               | 1:21,272               | 1:20,760               | 6       |
| 7                    | 81 | Oscar Piastri    | McLaren-Mercedes             | 1:22,106               | 1:21,527               | 1:20,785               | 7       |
| 8                    | 44 | Lewis Hamilton   | Mercedes                     | 1:21,977               | 1:21,369               | 1:20,820               | 8       |
| 9                    | 4  | Lando Norris     | McLaren-Mercedes             | 1:21,995               | 1:21,581               | 1:20,979               | 9       |
| 10                   | 14 | Fernando Alonso  | Aston Martin Aramco-Mercedes | 1:22,043               | 1:21,543               | 1:21,417               | 10      |
| 11                   | 22 | Yūki Tsunoda     | AlphaTauri-Honda RBPT        | 1:21,852               | 1:21,594               |                        | 11      |
| 12                   | 40 | Liam Lawson      | AlphaTauri-Honda RBPT        | 1:22,112               | 1:21,758               |                        | 12      |
| 13                   | 27 | Nico Hülkenberg  | Haas-Ferrari                 | 1:22,343               | 1:21,776               |                        | 13      |
| 14                   | 77 | Valtteri Bottas  | Alfa Romeo-Ferrari           | 1:22,249               | 1:21,940               |                        | 14      |
| 15                   | 2  | Logan Sargeant   | Williams-Mercedes            | 1:21,930               | 1:21,944               |                        | 15      |
| 16                   | 24 | Zhou Guanyu      | Alfa Romeo-Ferrari           | 1:22,390               |                        |                        | 16      |
| 17                   | 10 | Pierre Gasly     | Alpine-Renault               | 1:22,545               |                        |                        | 17      |
| 18                   | 31 | Esteban Ocon     | Alpine-Renault               | 1:22,548               |                        |                        | 18      |
| 19                   | 20 | Kevin Magnussen  | Haas-Ferrari                 | 1:22,592               |                        |                        | 19      |
| 20                   | 18 | Lance Stroll     | Aston Martin Aramco-Mercedes | 1:22,860               |                        |                        | 20      |
| 107% czasu: 1:27,283 |    |                  |                              |                        |                        |                        |         |
| Źródło: FIA          |    |                  |                              |                        |                        |                        |         |

### Wyścig
| P           | Nr | Kierowca         | Konstruktor                  | Okr. | Czas                   | Start | +/− | Punkty |
| ----------- | -- | ---------------- | ---------------------------- | ---- | ---------------------- | ----- | --- | ------ |
| 1           | 1  | Max Verstappen   | Red Bull Racing-Honda RBPT   | 51   | 1:13:41,143            | 2     | 1   | 25     |
| 2           | 11 | Sergio Pérez     | Red Bull Racing-Honda RBPT   | 51   | +6,064                 | 5     | 3   | 18     |
| 3           | 55 | Carlos Sainz Jr. | Ferrari                      | 51   | +11,193                | 1     | 2   | 15     |
| 4           | 16 | Charles Leclerc  | Ferrari                      | 51   | +11,377                | 3     | 1   | 12     |
| 5           | 63 | George Russell   | Mercedes                     | 51   | +23,028                | 4     | 1   | 10     |
| 6           | 44 | Lewis Hamilton   | Mercedes                     | 51   | +42,679                | 8     | 2   | 8      |
| 7           | 23 | Alexander Albon  | Williams-Mercedes            | 51   | +45,106                | 6     | 1   | 6      |
| 8           | 4  | Lando Norris     | McLaren-Mercedes             | 51   | +45,449                | 9     | 1   | 4      |
| 9           | 14 | Fernando Alonso  | Aston Martin Aramco-Mercedes | 51   | +46,294                | 10    | 1   | 2      |
| 10          | 77 | Valtteri Bottas  | Alfa Romeo-Ferrari           | 51   | +1:04,056              | 14    | 4   | 1      |
| 11          | 40 | Liam Lawson      | AlphaTauri-Honda RBPT        | 51   | +1:10,638              | 12    | 1   |        |
| 12          | 81 | Oscar Piastri    | McLaren-Mercedes             | 51   | +1:13,074              | 7     | 5   |        |
| 13          | 2  | Logan Sargeant   | Williams-Mercedes            | 51   | +1:18,557              | 15    | 2   |        |
| 14          | 24 | Zhou Guanyu      | Alfa Romeo-Ferrari           | 51   | +1:20,164              | 16    | 2   |        |
| 15          | 10 | Pierre Gasly     | Alpine-Renault               | 51   | +1:22,510              | 17    | 2   |        |
| 16          | 18 | Lance Stroll     | Aston Martin Aramco-Mercedes | 51   | +1:27,266              | 20    | 4   |        |
| 17          | 27 | Nico Hülkenberg  | Haas-Ferrari                 | 50   | +1 okrążenie           | 13    | 4   |        |
| 18          | 20 | Kevin Magnussen  | Haas-Ferrari                 | 50   | +1 okrążenie           | 19    | 1   |        |
| NS          | 31 | Esteban Ocon     | Alpine-Renault               | 39   | NU (układ kierowniczy) | 18    |     |        |
| NS          | 22 | Yūki Tsunoda     | AlphaTauri-Honda RBPT        | 0    | NW (silnik)            | –     |     |        |
| Źródło: FIA |    |                  |                              |      |                        |       |     |        |

### Najszybsze okrążenie
| Nr          | Kierowca      | Konstruktor      | Czas     | Okr. |
| ----------- | ------------- | ---------------- | -------- | ---- |
| 81          | Oscar Piastri | McLaren-Mercedes | 1:25,072 | 43   |
| Źródło: FIA |               |                  |          |      |

### Prowadzenie w wyścigu
| Nr                              | Kierowca         | Konstruktor                | Okrążenia    | Suma |
| ------------------------------- | ---------------- | -------------------------- | ------------ | ---- |
| 55                              | Carlos Sainz Jr. | Ferrari                    | 1–14         | 14   |
| 1                               | Max Verstappen   | Red Bull Racing-Honda RBPT | 15–20, 25–51 | 33   |
| 11                              | Sergio Pérez     | Red Bull Racing-Honda RBPT | 21           | 1    |
| 81                              | Oscar Piastri    | McLaren-Mercedes           | 22           | 1    |
| 44                              | Lewis Hamilton   | Mercedes                   | 23–24        | 2    |
| \| Wykres \| \| ------ \| \| \| |                  |                            |              |      |
| Źródło: FIA                     |                  |                            |              |      |
| Wykres                          |                  |                            |              |      |
|                                 |                  |                            |              |      |

## Klasyfikacja po wyścigu

### Kierowcy
| P           | +/−       | Kierowca         | Zgł. | Punkty | P1 | P2 | P3 | PP | NO | NS | NU | NW |
| ----------- | --------- | ---------------- | ---- | ------ | -- | -- | -- | -- | -- | -- | -- | -- |
| 1           | Bez zmian | Max Verstappen   | 14   | 364    | 12 | 2  | –  | 8  | 6  | –  | –  | –  |
| 2           | Bez zmian | Sergio Pérez     | 14   | 219    | 2  | 4  | 2  | 2  | 2  | –  | –  | –  |
| 3           | Bez zmian | Fernando Alonso  | 14   | 170    | –  | 3  | 4  | –  | 1  | –  | –  | –  |
| 4           | Bez zmian | Lewis Hamilton   | 14   | 164    | –  | 2  | 2  | 1  | 2  | –  | –  | –  |
| 5           | Bez zmian | Carlos Sainz Jr. | 14   | 117    | –  | –  | 1  | 1  | –  | 1  | 1  | –  |
| 6           | Bez zmian | Charles Leclerc  | 14   | 111    | –  | 1  | 2  | 2  | –  | 3  | 3  | –  |
| 7           | Bez zmian | George Russell   | 14   | 109    | –  | –  | 1  | –  | 1  | 2  | 2  | –  |
| 8           | Bez zmian | Lando Norris     | 14   | 79     | –  | 2  | –  | –  | –  | –  | –  | –  |
| 9           | Bez zmian | Lance Stroll     | 14   | 47     | –  | –  | –  | –  | –  | 2  | 2  | –  |
| 10          | Bez zmian | Pierre Gasly     | 14   | 37     | –  | –  | 1  | –  | –  | 1  | 3  | –  |
| 11          | Bez zmian | Esteban Ocon     | 14   | 36     | –  | –  | 1  | –  | –  | 4  | 5  | –  |
| 12          | Bez zmian | Oscar Piastri    | 14   | 36     | –  | –  | –  | –  | 1  | 2  | 2  | –  |
| 13          | Bez zmian | Alexander Albon  | 14   | 21     | –  | –  | –  | –  | –  | 2  | 2  | –  |
| 14          | Bez zmian | Nico Hülkenberg  | 14   | 9      | –  | –  | –  | –  | –  | 1  | 1  | –  |
| 15          | Bez zmian | Valtteri Bottas  | 14   | 6      | –  | –  | –  | –  | –  | –  | –  | –  |
| 16          | Bez zmian | Zhou Guanyu      | 14   | 4      | –  | –  | –  | –  | 1  | 2  | 2  | –  |
| 17          | Bez zmian | Yūki Tsunoda     | 14   | 3      | –  | –  | –  | –  | –  | 1  | –  | 1  |
| 18          | Bez zmian | Kevin Magnussen  | 14   | 2      | –  | –  | –  | –  | –  | 1  | 3  | –  |
| 19          | Bez zmian | Logan Sargeant   | 14   | 0      | –  | –  | –  | –  | –  | 2  | 4  | –  |
| 20          | 2         | Liam Lawson      | 2    | 0      | –  | –  | –  | –  | –  | –  | –  | –  |
| 21          | 1         | Nyck de Vries    | 10   | 0      | –  | –  | –  | –  | –  | 1  | 2  | –  |
| 21          | 1         | Daniel Ricciardo | 2    | 0      | –  | –  | –  | –  | –  | –  | –  | –  |
| Źródło: FIA |           |                  |      |        |    |    |    |    |    |    |    |    |

### Konstruktorzy
| P           | +/−       | Konstruktor                  | Zgł. | Punkty | P1 | P2 | P3 | PP | NO | NS | NU | NW |
| ----------- | --------- | ---------------------------- | ---- | ------ | -- | -- | -- | -- | -- | -- | -- | -- |
| 1           | Bez zmian | Red Bull Racing-Honda RBPT   | 28   | 583    | 14 | 6  | 2  | 10 | 8  | –  | –  | –  |
| 2           | Bez zmian | Mercedes                     | 28   | 273    | –  | 2  | 3  | 1  | 3  | 2  | 2  | –  |
| 3           | 1         | Ferrari                      | 28   | 228    | –  | 1  | 3  | 3  | –  | 4  | 4  | –  |
| 4           | 1         | Aston Martin Aramco-Mercedes | 28   | 217    | –  | 3  | 4  | –  | 1  | 2  | 2  | –  |
| 5           | Bez zmian | McLaren-Mercedes             | 28   | 115    | –  | 2  | –  | –  | 1  | 2  | 2  | –  |
| 6           | Bez zmian | Alpine-Renault               | 28   | 73     | –  | –  | 2  | –  | –  | 5  | 8  | –  |
| 7           | Bez zmian | Williams-Mercedes            | 28   | 21     | –  | –  | –  | –  | –  | 4  | 6  | –  |
| 8           | Bez zmian | Haas-Ferrari                 | 28   | 11     | –  | –  | –  | –  | –  | 2  | 4  | –  |
| 9           | Bez zmian | Alfa Romeo-Ferrari           | 28   | 10     | –  | –  | –  | –  | 1  | 2  | 2  | –  |
| 10          | Bez zmian | AlphaTauri-Honda RBPT        | 28   | 3      | –  | –  | –  | –  | –  | 2  | 2  | 1  |
| Źródło: FIA |           |                              |      |        |    |    |    |    |    |    |    |    |